# Zawadzkiego-Klonowica
Zawadzkiego-Klonowica – osiedle administracyjne w Szczecinie, będące jednostką pomocniczą miasta, położone w dzielnicy Zachód. Osiedle zajmuje obecnie obszar 1,580 km².
Według danych na dzień 26 kwietnia 2015 w osiedlu na pobyt stały zameldowanych było 16 034 osób.

## Położenie
Osiedle graniczy z:
- osiedlami Głębokie-Pilchowo i Osów na północy
- osiedlem Arkońskie-Niemierzyn na wschodzie
- osiedlem Pogodno na wschodzie i południu
- osiedlem Krzekowo-Bezrzecze na zachodzie

W północno-wschodniej części osiedla – Puszcza Wkrzańska.

## Historia
Osiedle wybudowano w technologii wielkiej płyty w latach 70. XX wieku w Szczecinie. Swoją nazwę wzięło od dwóch głównych ulic komunikacyjnych osiedla – |ul. Aleksandra Zawadzkiego, zmienionej w 2017 roku na Tadeusza Zawadzkiego i ul. Sebastiana Klonowica.

## Obiekty
Na terenie osiedla znajdują się:
- hala sportowa Netto Arena
- Tor Kolarski im. Zbysława Zająca
- Miejski Stadion Lekkoatletyczny
- cmentarz jeńców francuskich
- kościół pw. Zwiastowania Pańskiego
- Szczecińskie Przedsiębiorstwo Autobusowe „Klonowica”
- zajezdnia tramwajowa „Pogodno”
- Publiczna Szkoła Podstawowa nr 45
- Zespół Szkół Ogólnokształcących nr 4:
  - XI Liceum Ogólnokształcące z Oddziałami Dwujęzycznymi w Szczecinie
- I Prywatne Liceum Ogólnokształcące w Szczecinie
- Zespół Szkół Samochodowych ul. Klonowica 14

## Samorząd mieszkańców
Samorząd osiedla Zawadzkiego-Klonowica został ustanowiony w 1990 roku.
Rada Osiedla Zawadzkiego-Klonowica liczy 15 członków. W wyborach do rad osiedli 20 maja 2007 roku udział wzięło 330 głosujących, co stanowiło frekwencję na poziomie 2,86%

## Zdjęcia

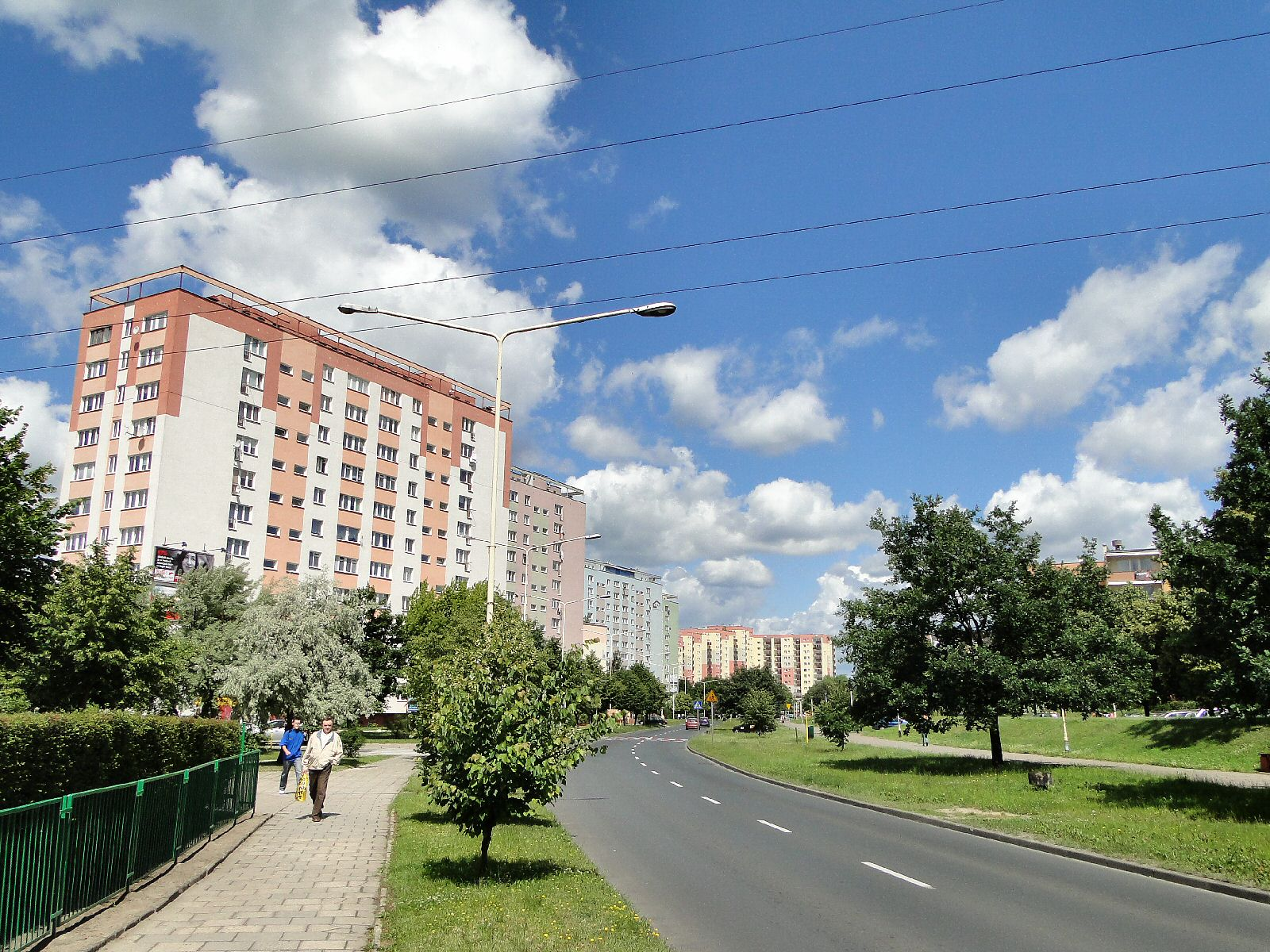
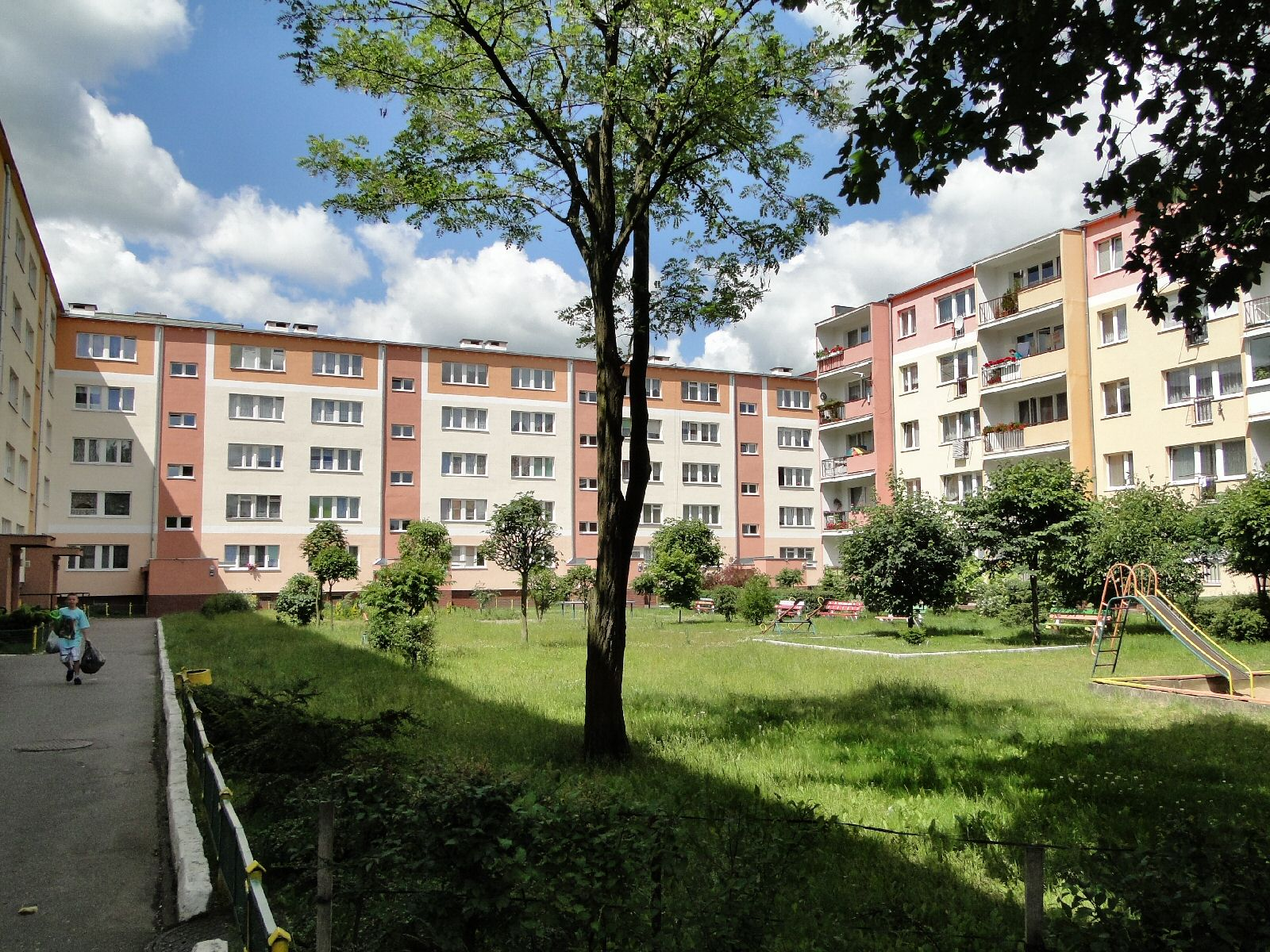
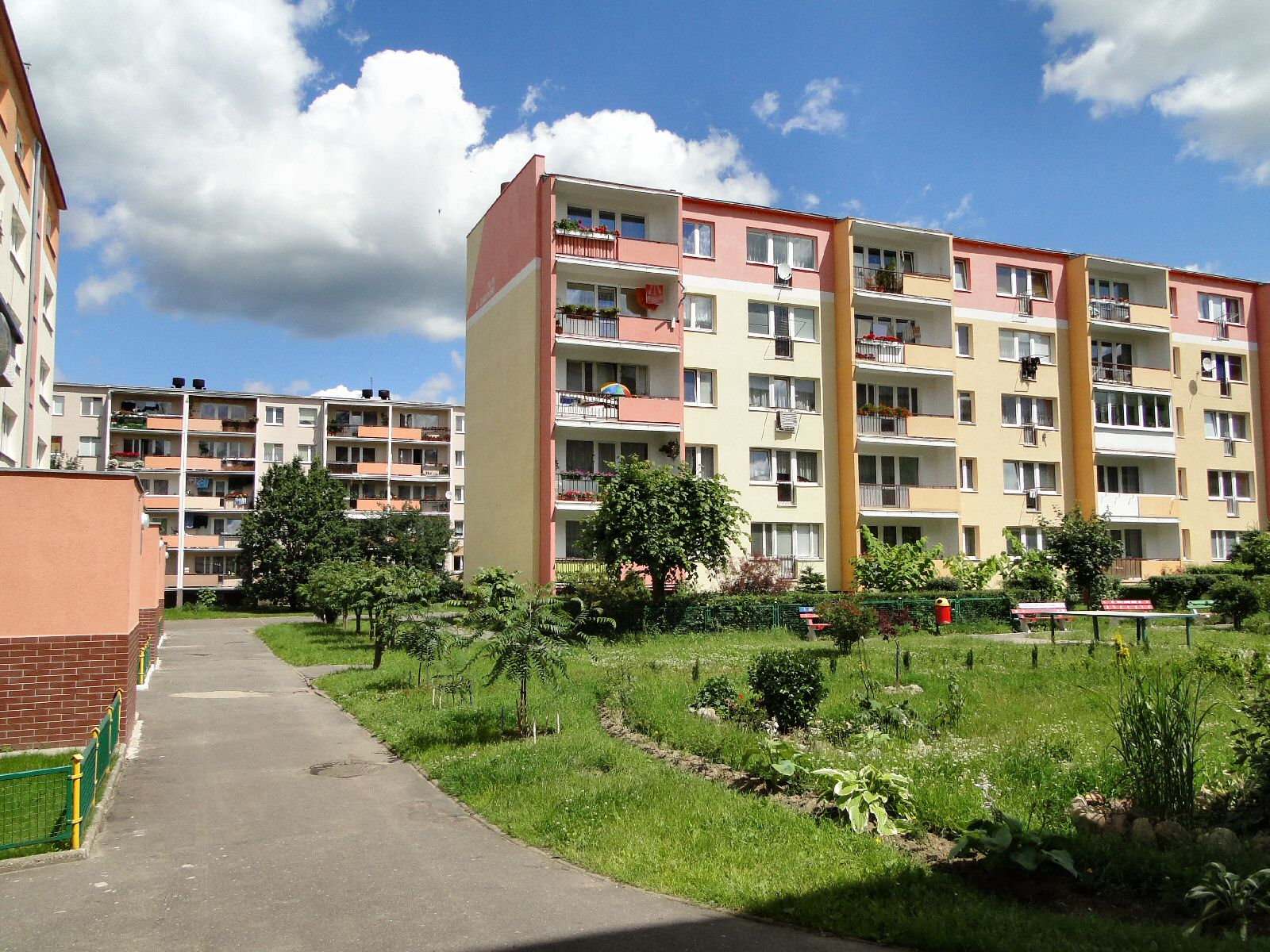
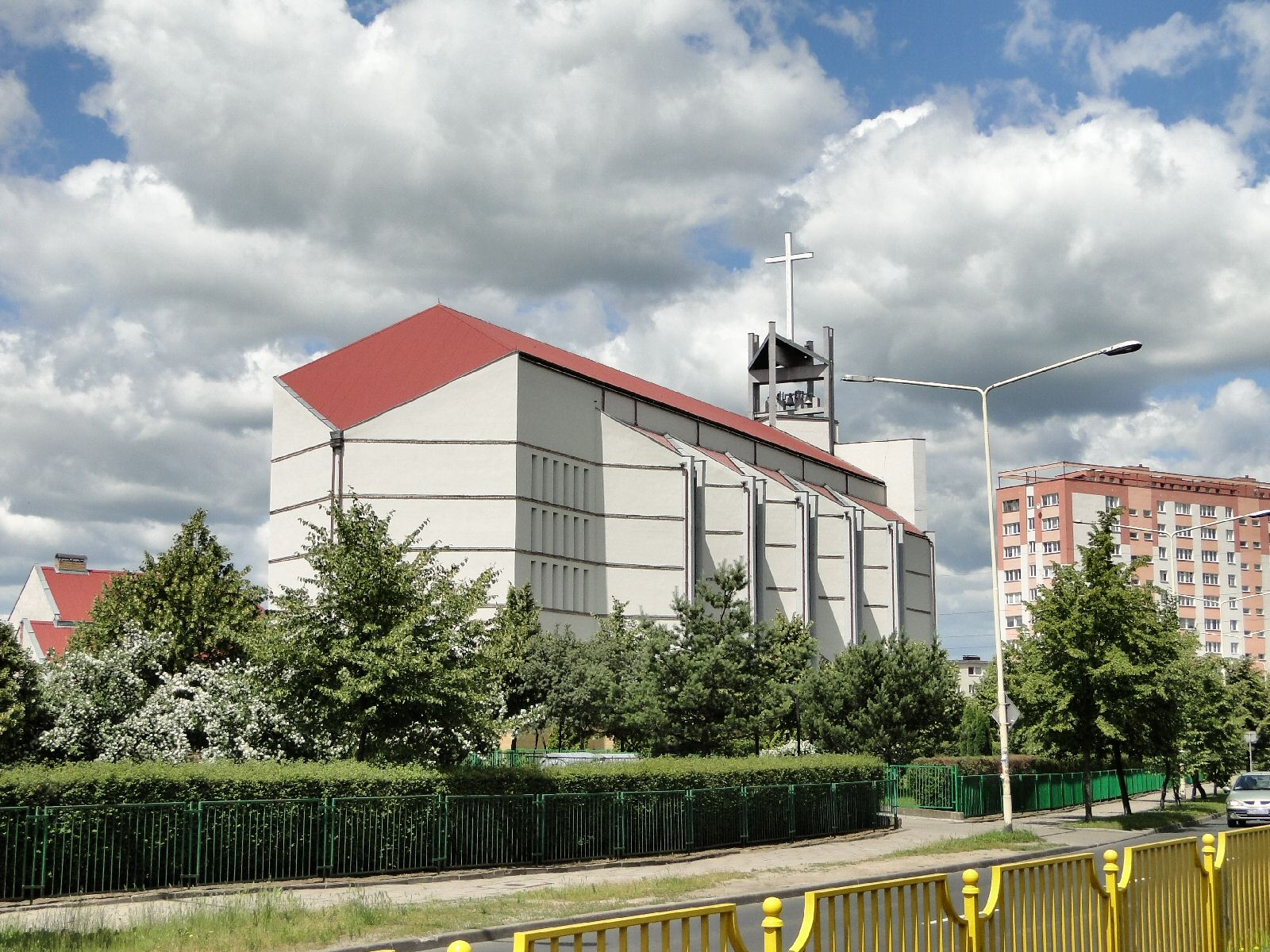
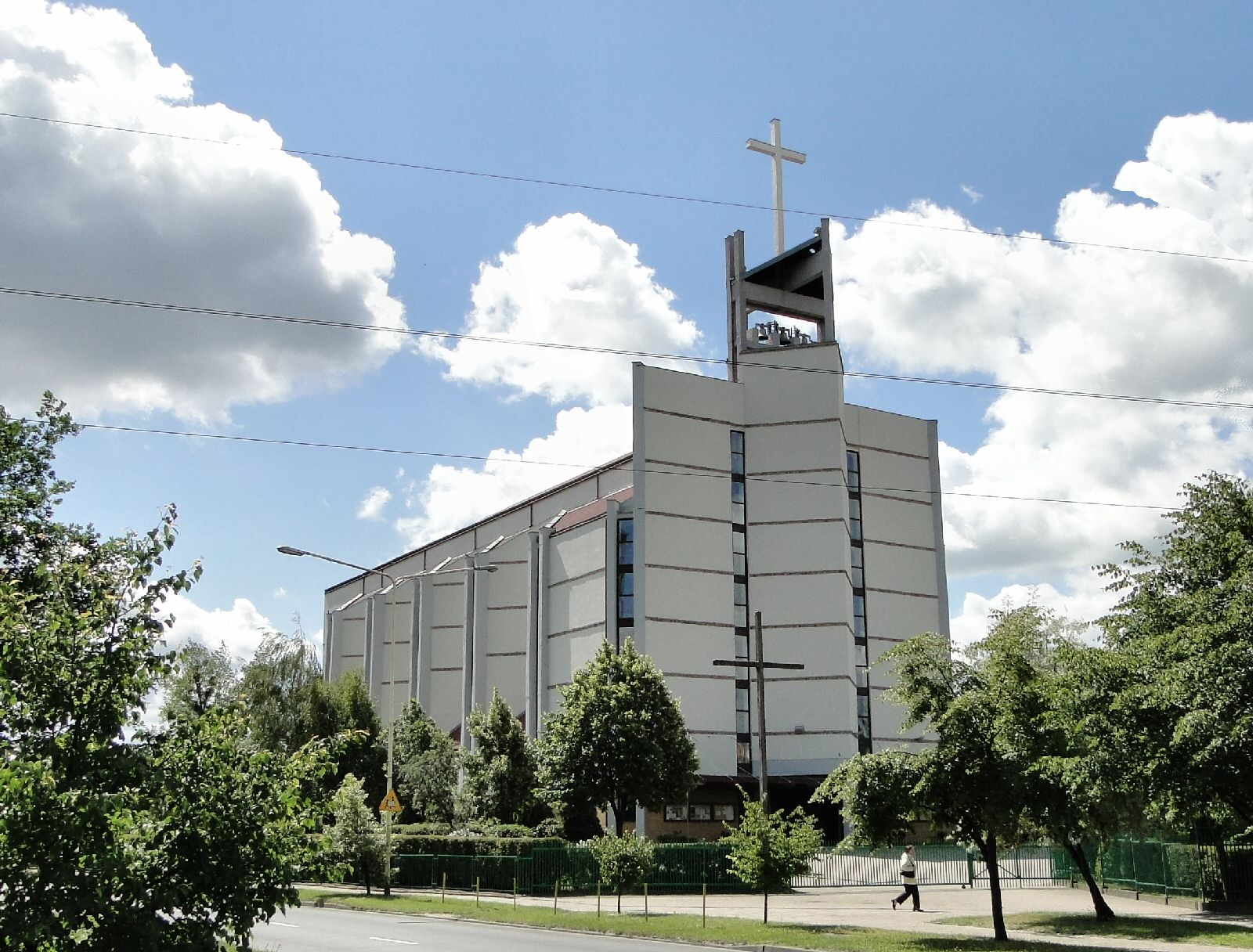
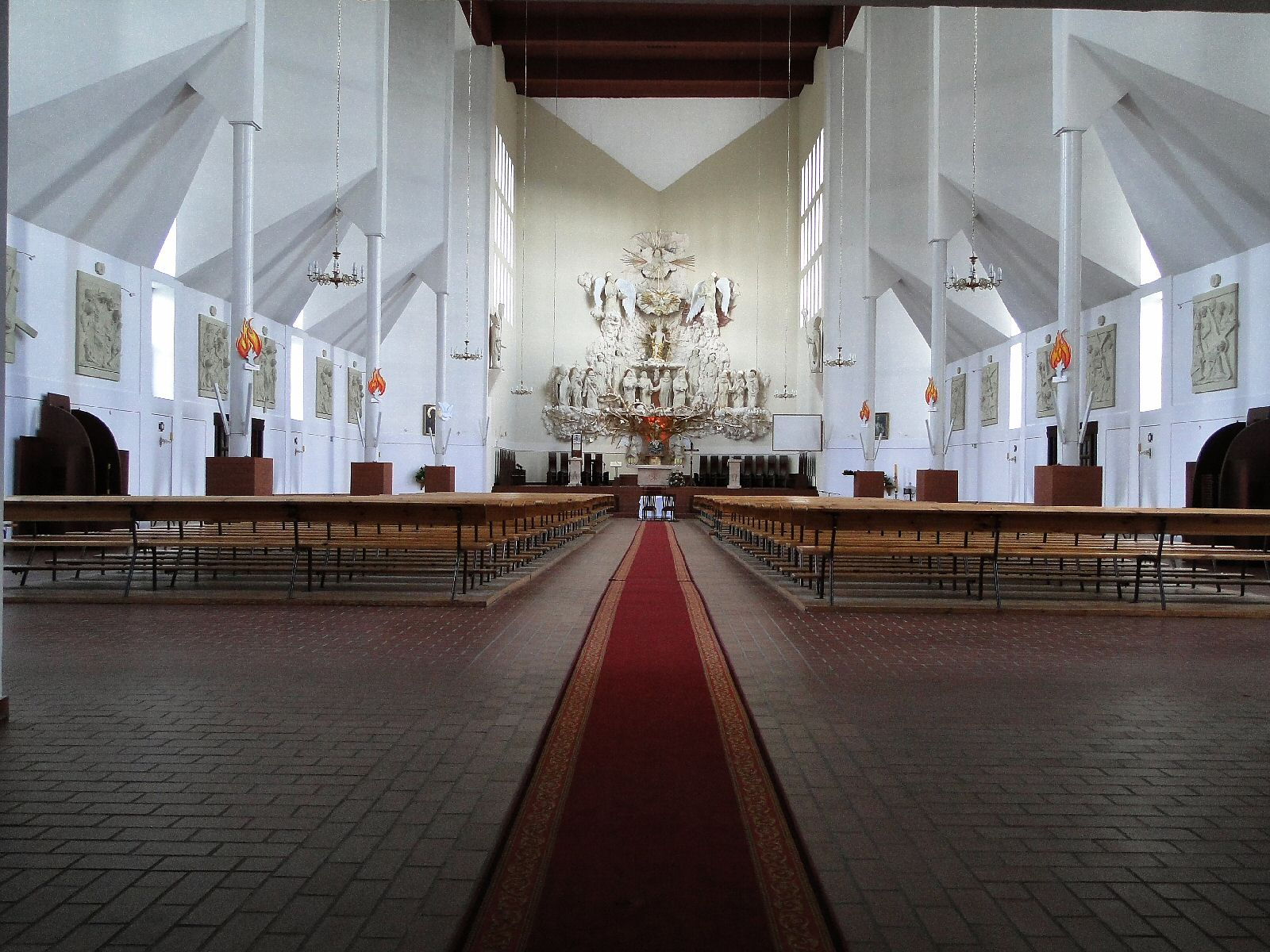